# Bülent Eken
Bülent Eken (Mersin, 26 de outubro de 1923 - 25 de julho de 2016) foi um futebolista e treinador turco, que atuava como defensor.

## Carreira
Bülent Eken fez parte do elenco da Seleção Turca de Futebol que disputou a Copa do Mundo de 1954.

## Falecimento
Morreu em 25 de julho de 2016, aos 92 anos.

## Ligações Externas
- Perfil em FIFA.com (em inglês)